# اولگا کوچرنکو
اولگا کوچرنکو (روسی: Ольга Сергеевна Кучеренко؛ زادهٔ ۵ نوامبر ۱۹۸۵) ورزشکار پرش طول اهل روسیه است.